# Patrice Delbourg
Patrice Delbourg est un poète, romancier, chroniqueur, critique littéraire et musical français, né à Paris le 7 octobre 1949, qui a publié une quarantaine de romans.

## Biographie

### Formation
Après l'école primaire de la rue des Quatre-fils, cet enfant du quartier chic du Marais, a poursuivi ses études au lycée Charlemagne, à la Sorbonne puis à l'École Pratique des Hautes Études. Il a fait de ces quartiers  de la capitale le décor de nombreux écrits, rejoignant en cela de grands écrivains de Paris, de Robert Desnos à Henri Calet.

### Carrière
Patrice Delbourg fut journaliste aux Nouvelles Littéraires dans les années 1970, puis à L’Événement du Jeudi, au Nouvel Observateur, mais aussi animateur d'ateliers d'écriture en milieu sensible, initiateur de lectures théâtralisées dédiées à des auteurs pairs tels que Max Jacob ou Blaise Cendrars.

### Récompenses
Il a été membre de l'académie Alphonse Allais et du grand prix de l'Humour noir, lauréat des prix Guillaume-Apollinaire et Max-Jacob. Parmi ses recueils poétiques, plusieurs furent distingués. Génériques a ainsi reçu les Prix de la Société des gens de lettres et Max Jacob ; L'Ampleur du désastre a été distingué par le Prix Guillaume Apollinaire en 1996. Un des critiques du Monde des Livres écrivait alors que « si Delbourg a le vocabulaire de tout le monde, sa façon de juxtaposer les mots est d'une modernité et d'une inventivité particulière. De celles qui font qu'une œuvre est sans pareille, de celles qui font la différence entre le prosateur et le poète ».
Il est invité d'honneur de l'Oulipo en 1986.
En 2024, Patrice Delbourg est distingué par l'Académie française qui lui décerne, avec une médaille d'argent,  le prix Théophile Gauthier pour son recueil Le Singe du side-car paru la même année aux éditions du Castor Astral. Le prix Théophile Gauthier constitué, en 1969, par regroupement des Fondations Archon-Despérouses, Artigue, Jean-Marc Bernard, Jules Davaine, Caroline Jouffroy-Renault, Alfred de Pontécoulant, Amélie Mesureur de Wailly et Juliette de Wils est destiné à des auteurs de poésie lyrique.

### Sujets de chroniques et romans
« Arpenteur des livres et des chemins de traverse », particulièrement s'ils sont parisiens, Patrice Delbourg nourrit depuis le milieu des années 1970 une riche œuvre de « moraliste frondeur » en s'emparant de sujets aussi variés que la comptabilité des banqueroutes intimes, l'humour noir, la poésie contemporaine, la chanson française, les écrivains irréguliers, le sport ou les jeux télévisés. « L’homme et l’œuvre sont caractéristiques d’une génération amère et désenchantée, ayant mal à son siècle, et qui éprouve une difficulté d’être qu’il faut affronter jour après nuit en ayant recours, le cas échéant, aux tranquillisants. C’est là une poésie au lyrisme lacéré, dont les mots s’alignent, forment un vers pour venir buter sur un blanc : interrogation, silence ? Chaque poème semble être un accouchement difficile ou la narration saccadée d’un témoin de son propre désarroi. »
En 2019, les éditions du Castor Astral publient simultanément un nouveau roman (Fils de chamaille) et une édition revue des Désemparés, véritable dictionnaire des « princes sans rire » (B. Morlino) réunissant le portrait de cinquante-trois auteurs francophones.
En 2022, les mêmes éditions du Castor Astral publient La Banlieue des choses, "une dérive poétique où l'on suit les pérégrinations de Séraphin, un homme touché par les conflits existentiels et qui lutte contre la dépression.- Séraphin n'est pas à son mieux. Il survit d'opportunités, s'habille au décrochez-moi-ça, loge à la bonne franquette. Oui, Séraphin Considérant a connu des jours meilleurs. La vue se trouble comme le fond d'une bouteille, le cœur fait du yo-yo".
Patrice Delbourg est, avec Gérard Mordillat, Henri Cueco, Ricardo Mosner, Jean-Bernard Pouy, Patrice Minet, Lucas Fournier et d’autres, l'un des « papous », autrement dit les chroniqueurs invirés de l’émission de France Culture Des Papous dans la tête, fondée par Bertrand Jérôme et animée par Françoise Treussard.

### Notoriété
La notoriété de Patrice Delbourg fait un bond après son article du 5 décembre 1985 dans le news-magazine L'Événement du jeudi, titré « Jean-Jacques Goldman est vraiment nul : l'art de faire le plein avec du vide », lui reprochant son absence de culture musicale comparé à Étienne Daho ou aux Rita Mitsouko. « déchaine les passions et colères ».
Un bon millier de lettres de protestations sont reçus et des dizaines d'abonnements résiliés et le journal consacre le 19 décembre dans l'édition suivante un article complet à « L'affaire ( J.-J. ) Goldman », rédigé Judith Saymal, responsable de  «L' Événement des lecteurs ». En réponse, le chanteur, se lance dans l'autodérision féroce dont il cultive le goût ensuite: il achète une pleine page de publicité dans Libération et France-Soir, présentant un florilège de ses mauvaises critiques, de L'Express à Rock & Folk, celle de Patrice Delbourg étant intégralement reproduite.
De deux ans plus âgé que Jean-Jacques Goldman, Patrice Delbourg devient « l'ennemi intime » du chanteur, selon le livre d'Éric Jean-Jean en 2021. Cela ne l'empêche pas de poursuivre sa carrière. Dans les Funambules de la ritournelle paru en 2013 aux éditions Écriture, il dresse, avec style, le portrait d'une bonne centaine d'auteurs-interprètes, faisant place aussi bien à ceux qu’il aime passionnément qu'à ceux qu’il déteste . L'ouvrage est particulièrement apprécié des amateurs du "couplet-veston". 

### L'exposition «Football de légendes
Patrice Delbourg fait partie, au côté notamment de Jean-Philippe Toussaint, Enki Bilal ou Erri de Luca, des trente artistes européens qui ont contribué à l'exposition « Football de légendes, une histoire européenne. 30 joueurs, 30 photos, 30 écrivains » inaugurée le 9 mai 2016 par le Président de la République.

## Prix et distinctions
- 1983 : Prix Max-Jacob pour le recueil Génériques
- 2024 : Prix Théophile-Gautier de l'Académie française pour le recueil Le Singe du side-car

## Publications

### Poésie
- Toboggans (L'Athanor, 1976 rééd. en 1993)
- Cadastres (Le Castor astral, 1978)
- Absence de pedigree (Le Castor astral, 1984)
- Génériques (Éditions Belfond, 1983) prix Max-Jacob
- Embargo sur tendresse (Le Castor astral, 1986)
- Dernier round, avec des dessins de Gérard Guyomard, (la Chouette Diurne, 1992)
- L'Ampleur du désastre (Le Cherche midi, 1995) (prix Apollinaire)
- Les crampons de l'ombre, avec des dessins de Marc Giai-Minet (Aréa, 1997)
- Douleurs en fougères, avec des dessins de Cueco (François Janaud, 1997)
- Ecchymoses et caetera (Le Castor astral, 2004)
- L'Écorché veuf (L'Horizontale, 2005), avec des illustrations de Eliz Barbosa
- En vamp libre, avec des dessins de Gérard Guyomard (Art in progress, 2006)
- Longtemps j'ai cru mon père immortel (Le Castor astral, 2012) « On connaît le poète des « Papous », qui ne rate jamais l’occasion d’un calembour. On connaît le journaliste qui n’a de cesse de faire découvrir, à la radio ou dans ses livres, les grands auteurs, humoristes et dessinateurs de presse du XXe siècle oubliés du public. Patrice Delbourg, qui se moque de la mise en bocaux et autres compartimentations, aime autant la chanson que le poème, le jeu de mots que le trait incisif du crayon. Il vient de publier Longtemps j’ai cru mon père immortel (Le Castor Astral, 2012), un long poème d’amour pudique et bouleversant sur les derniers instants de la vie de son père »[17].
- Solitudes en terrasse (le Castor Astral, 2016).
- La cordillère des ondes ( Ichnos éditions, 2023 ) avec des illustrations de Michel Joyard. L'ouvrage est recommandé par Jérôme Garcin lors du Masque et la Plume de décembre 2023 : « un merveilleux recueil de poème […] une ode à la TSF d’autrefois, au poste d’acajou, aux voix de Pierre Dac et de Francis Blanche[…]. La radio, écrit Delbourg, c’est la nurse qu’on n’a pas eue. Pour moi c’est un bonheur »[18].
- Le Singe du side-car  (le Castor Astral, 2024). Prix Théophile-Gautier de l'Académie française. "Delbourg demeure ici fidèle à lui-même, se souvient d’Henri Calet ("Ne me secouez pas. Je suis plein de larmes" ) distille ici ironie, souvenir (un père qui savait vendre ses laitues avec malice et roublardise, exhibant la belle salade, mais enveloppant la blette fanée ) et malaise général, l’art de mal vivre et d’apprendre à vieillir se disent ici en séquences libres, vers rythmées, "amant de seconde main (…), archiviste de l’échec (…) face lunaire de notaire à bout de droits" , il dit la solitude avec justesse, le non désir non sans distance, l’absence du monde avec une précision d’entomologiste sensible. Le beau livre testament d’un Apollinaire d’aujourd’hui…"[19].

### Romans
- La Martingale de d'Alembert (Hemsé, 1981), réédition revue et enrichie (le Castor Astral, 2006)
- Un certain Blatte (Éditions du Seuil, 1989) réédition (l'Arbre vengeur, 2015)
- Vivre surprend toujours, journal d'un hypocondriaque (Le Seuil, 1994)
- Bureau des latitudes (Manya, 1993 rééd. Le Serpent à Plumes,2005 )
- Papier mâché (Le Rocher, 2001)
- Cœur raccord (Le Cherche midi, 2002)
- Lanterne rouge (Le Cherche midi, 2003)
- Toujours une femme de retard (le Cherche midi, 2005)
- La Mélancolie du Malecon (Le Castor astral, 2006 )
- Signe particulier endurance (Le Castor astral, 2007)
- L'Homme aux lacets défaits (Le cherche midi, 2010)
- Un soir d'aquarium (le Cherche midi, 2011) « Du dîner de têtes qui ouvre « Un soir d’aquarium » à la fatale tournée des grands-ducs qui vient le clore (quand « bouffon » se change en mortel impératif), on déguste à pleines louches le festin textuel mitonné par l’auteur. Fricassée de morceaux de bravoure dont on se prend à rêver qu’elle réjouisse en novembre prochain d’autres convives du côté de chez Drouant. Le Goncourt à Delbourg ! La rime est approximative mais la littérature y trouverait son juste compte… »[20]
- Les Chagrins de l'Arsenal (Le Cherche midi, 2012) « Arpenteur des chemins et des livres de traverse, romancier qui a exhumé les figures de Lucien Gaulard, inventeur de l'alternateur (L'Homme aux lacets défaits), et fait revivre L'Odyssée Cendrars, poète discret nous ayant donné un troublant requiem (Longtemps j'ai cru mon père immortel), Patrice Delbourg a cette fois-ci écrit une ode étrange et délicate à la littérature. Timothée Flandrin, modeste fonctionnaire à la bibliothèque de l'Arsenal, dans le IVe arrondissement, est pris d'une curieuse passion, d'une drôle de folie : s'attaquer aux « livres qui lui semblaient trop bien écrits » et dépiauter les romans mièvres ou consacrés qu'il déteste... »[21]
- Le Cow-boy du bazar de l'hôtel de ville, (Le Cherche midi, 2014) « Voilà un modeste employé en blouse grise du rayon outillage du Bazar de l'Hôtel de Ville qui a décidé de vivre, du moins pendant les heures que ne lui volent pas la scie égoïne et la chignole, sa vraie vie. Dans celle-là, il est cow-boy de profession, ce qui est autrement prestigieux »[22].
- Villa Quolibet (le Cherche Midi, 2015) « Un homme hérite de son père un pavillon en meulière et en ruine de la banlieue parisienne où il n'a que des mauvais souvenirs et où son avenir est plus sombre encore. [...] La description du chantier apocalyptique, signée par ce prince de la métaphore et du calembour, est hilarante. Mais c'est l'autoportrait grimaçant qui touche le plus, ici. Sur des aïeux fleuristes, alcooliques et réactionnaires de père en fils, sur les femmes qu'il a aimées et qui l'ont quitté, sur sa propension à l'échec et la mélancolie, sur son goût prononcé pour les écrivains désemparés et pour l'emprunt littéraire, jamais notre jongleur de mots et de maux n'a été si loquace, si sincère »[23]
- Un certain Blatte (l'Arbre-vengeur, 2015) (réédition revue) « des hommes comme Adrien Blatte, le héros du roman de Patrice Delbourg, nous en croisons tous les jours dans les couloirs du métro ou sur les trottoirs parisiens. Ils semblent porter sur leurs épaules un manteau de plomb. « Moitié un autre, moitié tout le monde », Adrien Blatte n'a qu'une ambition : l'anonymat. Employé depuis une quinzaine d'années dans une banque du Marais, il gère en professionnel avisé sa banqueroute personnelle, en prenant soin de ne jamais investir dans l'amour ou l'amitié. »[24]
- Faire Charlemagne (Le Cherche Midi, 2016) « Dans ce roman, Patrice Delbourg se laisse aller d'autant plus volontiers à sa passion pour les mots que son héros, Antonin Chapuisat, est prof de littérature française au Lycée Charlemagne. Mais le vieux maître se sent « en perpétuel divorce avec son époque » et souhaite « l'anéantissement pur et simple » de ses élèves. Aigri, solitaire, spécialiste d'auteurs sulfureux qu'il substitue à ceux du programme, il trouve un réconfort dans des déambulations parisiennes qui se terminent le plus souvent dans un estaminet. Sous le jeu des mots, le désespoir sourd. Sombre, ce livre est aussi très politiquement incorrect. »[25]
- Une douceur de chloroforme (Le Castor Astral, 2017) « Delbourg nous ravit par son écriture riche comme des poèmes. Il possède l’art de pratiquer l’alexandrin en prose. Certes, son récit n’avance guère et comme toujours, son roman ressemble à un portrait en pied, mais si riche, si dense, si narquois, si complice, qu’on se prend vite à relire une phrase après l’autre, qui ressemble à une leçon de vie. »[26]« le poète de Solitudes en terrasse explose son record de métaphores et d'allégories, s'enivre de néologismes, jongle avec les calembours et les zeugmas, les oxymores et les hyperboles, quand il ne détourne pas à son profit les aphorismes de ses maîtres en acrimonie. »[27]
- Fils de Chamaille (le Castor Astral, 2019) « À 69 ans, avec une cinquantaine d'ouvrages luxuriants à son actif, le romancier, poète, essayiste Patrice Delbourg n'a jamais été plus indigné et inconsolable que dans ce livre en forme d'adieu. Bon prince, il réussit même à en rire »[28]. «Sans foi ni loi, Patrice Delbourg donne un sacré coup de pied dans la fourmilière de l'édition »[29].

### Essais et critique
- Ciné X, (Lattès, 1977), sous le pseudonyme de Pat Delbe.
- Mélodies chroniques, (Le Castor astral, 1994)
- Les désemparés - 53 portraits d'écrivains, (Le Castor astral, 1996)
- Exercices de stèle, avec des dessins de Jean-Pierre Cagnat, (le Félin, 1996)
- Zatopek et ses ombres, (Le Castor astral, 1998)
- Chassez le naturiste, il revient au bungalow, avec des dessins de Jean-Pierre Cagnat, (Les Belles Lettres, 1999)
- Le Bateau livre, (Le Castor astral, 2000)
- A bribes abattues..., (Mango, 2003)
- Comme disait Alphonse Allais, (Écriture, 2005)
- Les Jongleurs de mots, (L'Archipel/Écriture, 2008) « Proche des artistes qu'il aime de toutes ses forces, le mémorialiste Delbourg nous livre une galaxie de plasticiens du vocabulaire qui ont manifesté un sens de la trouvaille jamais démenti. Ce magnifique sarcophage littéraire est un hymne à la littérature qui semble nous dire : pas la peine d'écrire des tonnes de mots. Les bons suffisent »[30].
- L'Odyssée Cendrars, (L'Archipel/Écriture, 2010), « Comment un auteur participant à cette fête des mots joueurs que sont « Des Papous dans la tête », sur France Culture, aurait-il pu narrer une œuvre aussi neuve et incendiaire que celle de Cendrars autrement qu'en 26 brefs chapitres formant un portrait à la Picasso, coloré, post-cubiste, mobile comme son modèle ? Euphorisé, on a le sentiment de parcourir avec un bon compagnon qui les connaît mieux que vous une vie et une œuvre indistinctement mêlées par le grand brassage des arts vivants et visionnaires, si caractéristique de la première moitié du XXe siècle, peinture, cinéma, art nègre, jazz, réclame, journaux, photos, vitesse, tohu-bohu urbain »[31].
- Les Funambules de la ritournelle, anthologie, (Éditions Écriture, 2013), « Son nouveau livre est un hymne à la chanson française, après celui consacré aux « Jongleurs de mots » (Écriture, 2008). On ne partage pas tous ses goûts et encore moins ses dégoûts. Il confond parfois poète avec promoteur de spectacles pour public qui pense que Chantal Goya est la fille d'un peintre espagnol. Tout le monde n'a pas l'authenticité de Francis Lemarque et de Boby Lapointe. On a les chanteurs que l'on mérite. À 90 %, il s'agit d'exercices d'admiration loin des « poupées barbantes ». Les répulsions ne sont donc pas nombreuses, mais elles attirent l'œil. Si vous aimez Obispo, Barbelivien, ou les rappeurs de l'insignifiance, il n'y en a nulle trace. On note avec étonnement l'absence de Mouloudji, auteur du mythique Un jour, tu verras. Et de Arthur H., recalé au hit-parade. On devine bien que Patrice Delbourg, lors d'un trajet Paris-Vence, écoute plus Bernard Dimey qu'Étienne Daho »[32].
- Max Jacob, un drôle de paroissien, (collection « Escales des lettres », Le Castor Astral, 2014), « Poète lui-même, amateur de calembours et de coq-à-l'âne, Patrice Delbourg, avocat des déclassés, des littérateurs de l'ombre et des marges, rend justice à cet aîné incernable, « druide cubiste » qui naviguait entre une multitude de courants contraires en lui, « un pied dans la dérision, un pied dans la dévotion », « douloureusement écartelé entre la sainteté et la tentation charnelle »[33].
- Maux d'excuse, les mots de l'hypocondrie (Le Cherche Midi, 2014) Ouvrage coécrit avec Gérard Pussey « Ils vont très bien, merci pour eux, mais Dieu qu'ils se sentent mal ! Les écrivains Patrice Delbourg et Gérard Pussey sont des hypocondriaques. [...] Rassemblés ici, leurs échanges de lettres et de courriels forment un livre d'une hilarante sinistrose. Car l'accumulation moliéresque d'obsessions et de frayeurs – où chacun se reconnaîtra un peu – déclenche le fou-rire du lecteur. D'autant que nos deux prétendus moribonds sont de formidables écrivains et les rois du calembour : « Parkinson le glas », « Le scanner de la peur », « Reflets dans un œil torve », « Mort à credo », etc. « Le jeu de mots, assure en effet Patrice Delbourg, est le premier dictame contre les tourments de la charpente. » Et contre tous les tourments, physiques ou moraux, grands ou petits, on préconise, voire on ordonne, la lecture de ces Maux d'excuse, que l'Assurance maladie devrait rembourser à 100 % »[34].
- Les Désemparés (le Castor Astral, 2019, nouvelle édition revue dans la collection Galaxie). « Les Désemparés réunit le portrait de cinquante-trois hommes de lettres rebelles, solitaires et insoumis. Destins et œuvres mêlés, ce livre se présente comme le guide indispensable de tout passionné de littérature rebelle »[35].

### Anthologies
- Demandez nos calembours, demandez nos exquis mots (Le Cherche midi, 1997)
- Le petit livre des exquis mots (le Cherche midi, 2008)
- Plumes et crampons, football et littérature ouvrage coécrit avec Benoît Heimermann, (Stock, 1998) La Table ronde, 2006)

### Ouvrages collectifs
- Les Papous dans la tête, l'anthologie, dir. Bertrand Jérôme et Françoise Treussard, Gallimard, 2007
- Le Dictionnaire des Papous dans la tête, dir. Françoise Treussard, Gallimard, 2007
- L'Année poétique 2005 (Seghers, 2006, avec Bruno Doucey et Jean-Luc Maxence)
- L'Année poétique 2007 (Seghers, 2007, avec Bruno Doucey et Jean-Luc Maxence )
- L'Année poétique 2008 (Seghers, 2008, avec Bruno Doucey, Florence Trocmé et Jean-Luc Maxence)
- L'Année poétique 2009 (Seghers, 2009, avec Bruno Doucey, Pierre Maubé et Jean-Luc Maxence)
- Ce qui est écrit change à chaque instant (le Castor Astral, 2015), anthologie réunissant 101 poètes
- Pour avoir vu un soir la beauté passer (le Castor Astral, 2019), anthologie réunissant 62 poètes d'aujourd'hui.

### Lectures théâtralisées
- Antoine Blondin ou l'ironie du sport par Patrice Delbourg et Éric Cénat.
- Max Jacob sacré funambule par Éric Cénat et Patrice Delbourg.
- « Robert Desnos - l’homme qui portait en lui tous les rêves du monde par Patrice Delbourg et Eric Cénat
- Blaise Cendrars, la légende bourlingueuse par Patrice Delbourg et Éric Cénat.
- Garçon, l'addiction ! 50 poètes en terrasse par Patrice Delbourg et Éric Cénat.